# Hidroksiklorokin
Hidroksiklorokín je zdravilo iz skupine antimalarikov in imunomodulirajočih antirevmatikov. Kot antimalarik se uporablja na področjih, kjer povzročitelj ni razvil odpornosti proti klorokinu. Uporablja se tudi v zdravljenju revmatoidnega artritisa, lupusa in pozne kožne porfirije. Uporablja se peroralno (skozi usta), pogosto v obliki hidroksiklorokinijevega sulfata.
Med pogostimi neželenimi učinki so bruhanje, glavobol, težave z vidom in mišična oslabelost. Povzroči lahko tudi nekatere hude neželene učinke, kot so alergija, retinopatija in srčna aritmija. Pri nosečnicah se uporablja za zdravljenje revmatoidnega artritisa, vendar z določenim tveganjem.
Za klinično uporabo so ga v ZDA odobrili leta 1955. Uvrščen je na seznam osnovnih zdravil Svetovne zdravstvene organizacije, torej med najpomembnejša učinkovita in varna zdravila, potrebna za normalno zagotavljanje zdravstvene oskrbe.
Po izbruhu pandemije koronavirusne bolezni 2019 je veljal za potencialno zdravilo za zdravljenje in preprečevanje te bolezni, vendar klinična preskušanja niso potrdila učinkovitosti, so pa pokazala na tveganje neželenih učinkov.

## Klinična uporaba
Hidroksiklorokin je antimalarik in imunomodulirajoči antirevmatik. Kot antirevmatik se uporablja za zdravljenje revmatičnih bolezni, kot so revmatoidni artritis, eritematozni lupus in pozna kožna porfirija. V zdravljenju eritematoznega lupiusa velja za zdravilo izbora. Ni učinkovit pri zdravljenju vseh vrst malarije in nekateri sevi so razvili odpornost. Poleg malarije se uporablja za zdravljenje še nekaterih drugih okužb, kot je vročica Q.
Uporablja se tudi za zdravljenje sjögrenovega sindroma, čeprav podatki ne potrjujejo učinkovitosti. Prav tako se uporablja za zdravljenje lymskega artritisa, in sicer ima za to indikacijo potencialno dvojni učinek – deluje proti spirohetam ter ima protivnetni učinek.

## Neželeni učinki
Najpogostejši neželeni učinki pri uporabi hidroksiklorokina so slabost, trebušni krči in driska. Med pogostimi neželenimi učinki sta srbenje in glavobol. Hidroksiklorokin lahko povzroči hude neželene učinke na očeh, in sicer lahko pride do retinopatije. Le-ta je odvisna od odmerka. Pojavi se lahko tudi po prenehanju uporabe hidroksiklorokina. Poročali so tudi o hudih nevropsihiatričnih neželenih učinkih, kot so manija, nespečnost, halucinacije, psihoze, paranoja, huda depresija, samomorilske misli itd. V redkih primerih so ga povezali tudi s hudimi kožnimi reakcijami, kot so stevens-johnsonov sindrom, toksična epidermalna nekroliza in reakcija z eozinofilijo in sistemskimi simptomi. Krvne anomalije, o katerih so poročali ob uporabi hidroksiklorokina, so limfopenija, eozinofilija in netipična limfocitoza.
Pri kratkotrajnem zdravljenju akutne malarije lahko pride do krčev v trebuhu, driske, težav v delovanju srca, izgube teka, glavobola, slabosti in bruhanja. Drugi neželeni učinki, o katerih se poroča ob kratkotrajnejšem zdravljenju s hidroksiklorokinom, vključujejo tudi znižanje krvnega sladkorja in podaljšanje intervala QT. Poročali so tudi o idiosinkratičnih reakcijah.
Pri dolgotrajnem zdravljenju lupusa ali revmatoidnega artritisa lahko pride poleg akutnih simptomov do sprememb pigmentacije v očesu, aken, slabokrvnosti, posvetlitev telesnih dlak, mehurjev v ustih in na očeh, krvnih motenj, kardiomiopatije, krčev, težav z vidom, oslabelosti refleksov, sprememb v čustvovanju, povečane obarvanosti kože, težav s sluhom, koprivnice in srbeža, težav v delovanju jeter in celo odpovedi jeter, izpadanja las, mišične ohromelosti, oslabelosti ali atrofije mišic, nočnih mor, luskavice, bralnih težav, zvonjenja v ušesih, vnetja in luščenja kože, vrtoglavice, hujšanja in urinske inkontinence. Ob uporabi hidroksiklorokina lahko pride do poslabšanja že obstoječe luskavice ali porfirije.
Otroci so posebej dovzetni za pojav neželenih učinkov zaradi prevelikega odmerjanja.

## Mehanizem delovanja
Mehanizmi delovanja hidroksiklorokina so večplastni, niso pa povsem pojasnjeni. Antiprotozoalen (proti okužbam s praživalmi) in protirevmatičen učinek sta lahko posledica koncentracije učinkovine v znotrajceličnih veziklih in povečanje vrednosti pH v teh veziklih.
Vrednost pH zvišuje v lizosomih antigen predstavitvenih celic, in sicer po dveh mehanizmih. Kot šibka baza je akceptor protonov in s kopičenjem v lizosomih zmanjša kislost okolja. V celicah parazitov, ki so občutljivi za delovanje hidroksiklorokina, posega v endocitozo in proteolizo hemoglobina ter zavira aktivnost lizosomskih encimov; s tem bistveno močneje dvigne vrednost pH v lizosomih kot bi samo po mehanizmu delovanja šibke baze. Leta 2003 so opisali nov mehanizem delovanja, po katerem hidroksiklorokin zavira stimulacijo toličnih receptorjev 9. Tolični receptorji so sicer celični receptorji, ki vežejo produkte mikroorganizmov ter inducirajo vnetni odziv preko aktivacije vrojenega imunskega sistema.

## Hidroksiklorokin in covid 19
Po izbruhu pandemije koronavirusne bolezni 2019 (covida 19) je veljal za potencialno zdravilo za zdravljenje in preprečevanje te bolezni. Zgodnja neradomizirana raziskava na 36 ljudeh je pokazala obetavne rezultate pri zdravljenju bolnikov s covidom s kombinacijo hidroksiklorokina in azitromicina. Večje, randomizirane raziskave pa niso opažale učinkovitosti hidroksiklorokina pri zdravljenju covida 19, poleg tega pa so v nekaterih raziskavah zaznali pomembne varnostne signale, med drugim srčno toksičnost. Izkazalo se je, da hidroksiklorokin (in tudi sorodna učinkovina klorokin) ni učinkovito zdravilo za zdravljenje covida 19, prav tako pa ne preprečuje okužbe.